# Tantilla supracincta
Espèce
Synonymes
- Homalocranium supracinctum Peters, 1863
- Tantilla annulata Boettger, 1892

Tantilla supracincta  est une espèce de serpents de la famille des Colubridae.

## Répartition
Cette espèce se rencontre :
- dans le sud-est du Nicaragua ;
- au Costa Rica ;
- au Panama ;
- en Équateur.

## Publication originale
- Peters, 1863 : Über einige neue oder weniger bekannte Schlangenarten des zoologischen Museums zu Berlin. Monatsberichte der Königlich Preussischen Akademie der Wissenschaften zu Berlin, vol. 1863, p. 272-289 (texte intégral).